# غليكوفورول

## الأسماء المرادفة
Glycofurol 75 ; tetraglycol ; α(tetrahydrofuranyl)-α-hydroxypoly (oxyethylene) ; tetrahydrofuranyl alcohol polyethylene glycol ether.
ملاحظة: إن Tetraglycol  هو تسمية مرادفة ل Tetrahydrofurfuryl alcohol .

## التسمية الكيميائية
α-{(Tetrahydro-2-furanyl)methyl}-α-hydroxy-poly(oxy-1,2-ethanediyl) [31692-85-0]

## الاستخدام الصيدلاني
مُحِلّ: يستخدم الغليكوفورول كمُحِل في المنتجات الحقنية. في الحقن الوريدية والعضلية حتى تركيز 25% حجم/حجم .

## التأثير على صحة الجسم
يُستخدم الغليكوفورول كمحل للأشكال الصيدلانية الحقنية ويُشار عادة إلى أنه مادة غير سامة وغير مخرشة. إلا أنه يسبب التخريش عند أخذه حقناً بشكل غير ممدد (مركّز).

## سلامة الاستعمال
تختلف الاحتياطات المتبعة أثناء التعامل مع المادة باختلاف الكمية والظروف المحيطة .

## التنافرات
متنافر مع العناصر المؤكسدة.